# Катаплексия
Катаплексия — технический термин, предложенный немецким физиологом Прейером для обозначения своеобразного состояния, в которое впадают некоторые животные под влиянием испуга. При внезапном, неожиданном захватывании животного (опыты производились преимущественно над курицами, утками, разными мелкими птицами, а также над морскими свинками, мышами, лягушками и др.) оно как бы теряет всякую способность к произвольным движениям и, будучи выпущено из рук, остаётся спокойно на месте. При этом оно не реагирует на внешние впечатления, и его можно переворачивать как инертную массу или уложить в самом неудобном положении. Состояние это представляет некоторое сходство с гипнотическим сном и первоначально принималось за действительный гипноз; но Прейер показал, что оно по существу ничего общего с гипнозом, а тем более с обыкновенным сном (как думал профессор Гейбель) не имеет. В первый момент после внезапного захватывания животные обнаруживают все признаки сильного страха — дрожание, неподвижный взгляд, усиленную перистальтику кишок, непроизвольное испражнение. Затем наступает полная неподвижность, длящаяся короткое время, и как только животное приходит в себя, оно пытается убежать. Отдалённое сходство с катаплексией животных представляет состояние оцепенелости, в которое иногда впадают люди от сильного испуга.

## У людей
Катаплексия (др.-греч. κατάπληξις — «страх, ужас, смятение»; синоним: аффективная адинамия, эмоциональная астения, аффективная утрата мышечного тонуса, блокада тонуса, синдром Левенфельда — Геннеберга) — симптом нарколепсии, характеризующийся кратковременной приступообразно наступающей утратой мышечного тонуса, приводящей в выраженных случаях к падению больного без потери сознания; возникает обычно на фоне сильных эмоциональных реакций (часто во время смеха).
В большинстве случаев заболевания симптомом катаплексии у больных наблюдается поверхностный, тревожный, прерывистый ночной сон, сопровождающийся кошмарными сновидениями. Болезненное состояние вызывают не сами сны, а эмоциональные реакции, вызываемые сновидениями. Больные видят различные предметы, чаще всего — животных, вызывающих у них яркие эмоциональные переживания. В отдельных случаях наблюдается ещё один признак заболевания — катаплексия пробуждения, проявляющаяся после быстрого неожиданного пробуждения. Больные не могут пошевелить руками, головой, закричать. Такое состояние кратковременно и скоро проходит.
Катаплексия обычно сопровождается такими недугами, как:
- эндокринно-вегетативные нарушения;
- артериальная гипотония;
- ожирение;
- лимфоцитоз;
- эозинофилез;
- амимия. Амимия (от греч. a — отрицат. частица и mimikos — мимика) — ослабление или торможение лицевой экспрессии, возникающее при заболеваниях нервной системы, при некоторых психических заболеваниях. Амимия, возникающая при поражении экстрапирамидной системы, является проявлением нарушения моторных компонентов эмоциональных реакций и входит в синдром общей акинезии. При поражении лобных долей мозга амимия обусловлена нарушениями эмоциональной сферы и входит в лобный синдром.

Течение нарколепсии хроническое, интеллектуальных дефектов не вызывает. С возрастом интенсивность заболевания снижается. Чаще катаплексия присоединяется к уже имеющимся приступам сонливости, однако можно наблюдать и обратную картину. Мужчины заболевают чаще. На электроэнцефалограмме во время нарколептического состояния определяются свойства, характерные для различных фаз физиологического сна.